# Jacques Rouffio
Jacques Rouffio (ur. 14 sierpnia 1928 w Marsylii, zm. 8 lipca 2016 w Paryżu) – francuski reżyser filmowy i scenarzysta. Jego produkcja Mon beau-frère a tué ma soeur z 1986 roku rywalizowała na 36. Międzynarodowym Festiwalu Filmowym w Berlinie.

## Wybrana filmografia
- L'Horizon (1967)
- Siedem śmierci na receptę (Sept morts sur ordonnance, 1975)
- Violette i François (Violette et François, 1977)
- Cukier (Le Sucre, 1978)
- Nieznajoma z Sans-Souci (La Passante du Sans-Souci, 1982)
- Mon beau-frère a tué ma soeur (1986)
- L'État de grâce (1986)
- L'Argent (1988)
- L'Orchestre rouge (1989)
- Le Stagiaire (1991)
- V'la l'cinéma ou le roman de Charles Pathé (1995)